# The Walking Dead: Michonne
The Walking Dead: Michonne är ett episodiskt äventyrsspel utvecklat och utgivet av Telltale Games och som är baserat på serietidningen med samma namn skapad av Robert Kirkman. Spelet äger rum mellan serienummer 126 och 139 i serietidningsserien, och visar de händelser som karaktären Michonne var upptagen med under sin tillfälliga avgång från överlevnadsgruppen som leds av Rick Grimes, mitt under en zombieapokalyps. Samira Wiley gav sin röst till Michonne i spelet. Den första episoden av tre släpptes i februari 2016.

## Episoder
Spelet separerades i tre episoder, som släpptes i en månads mellanrum.
| Kapitel | Författare | Lansering        |
| --- | ---------- | ---------------- |
| |            |                  |
| Episod 1 – "In Too Deep" | TBA        | 23 februari 2016 |
| Michonne går med Pete och hans besättning ombord på The Companion för att söka efter överlevande och förnödenheter. De blir anfallna och tillfångatagna av Randall, Zachary och Jonas längs stranden nära staden Monroe. |            |                  |
| |            |                  |
| Episod 2 – "Give No Shelter" | TBA        | 29 mars 2016     |
| Efter att Michonne blev skjuten i armen måste hon bestämma vilken handling som ska vidtas efter att Sam blir allvarligt skadad under sin flykt från den fientliga staden Monroe.                                         |            |                  |
| |            |                  |
| Episod 3 – "What We Deserve" | TBA        | April 2016       |
| Michonne, Pete, Sam och de överlevande medlemmarna av hennes familj försvarar sig medan de väntar på Norma förestående ankomst.                                                                                          |            |                  |